# Hombre caminando por una esquina

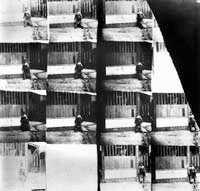
Hombre caminando por una esquina

La película animada.

Un hombre caminando por una esquina es una de las primeras películas, o precursora del cine, filmada por Louis Le Prince en agosto de 1887. El conjunto de imágenes fue tomado en la esquina de Rue Bochart-de-Saron y Avenue Trudaine en el IX distrito de París. Las fotografías de la película fueron enviadas en una carta fechada el 18 de agosto de 1887 a su esposa. 
Según el documental de David Wilkinson de 2015, The First Film, la obra no es una película, sino una serie de fotografías, dieciséis en total,cada una tomada con una de las 16 lentes de la cámara de Le Prince. El precursor de la cinematográfica desarrolló la cámara de un solo objetivo y, el 14 de octubre de 1888, finalmente realizó la primera imagen en movimiento del mundo. El resultado total del trabajo dura menos de un segundo. 